# 가톨릭 코펜하겐 교구
가톨릭 코펜하겐 교구(라틴어: Dioecesis Hafniae)는 덴마크 코펜하겐의 로마 가톨릭교회 교구이다. 덴마크 전역과 덴마크 소속 자치령인 페로 제도와 그린란드를 담당하고 있다. 교황청 직속 교구이기도 하다. 현재 신자 수는 36,000명(전체 주민의 0.7%)으로 추정된다.
현재 교구장은 1995년에 서품받은 체슬라브 코존 주교이며, 주교좌 성당은 성 안스가리오 대성당이다.

1868년 8월 7일 북유럽 전교 대목구로 설정되었다가, 1869년 덴마크 지목구로 격상되었다. 1892년 3월 15일에는 덴마크 교황청 대리구로 격상되었으며, 1953년 4월 29일 독립 교구가 되었다.

## 같이 보기
- 덴마크의 로마 가톨릭교회